# 角運動量保存の法則
角運動量保存の法則（かくうんどうりょうほぞんのほうそく）とは、質点系について、単位時間あたりの全角運動量の変化は外力によるトルク（力のモーメント）に等しい（ただし内力が中心力であるときに限る）という法則である。角運動量保存則ともいう。
この特別な場合として、外力が働かない（もしくは外力が働いていたとしてもそれによるトルクが0の）場合、質点系の角運動量は常に一定である。例えば、フィギュアスケートの選手がスピンをする際、前に突き出した腕を体に引きつけることで回転が速くなる（角速度が大きくなる）。このとき回転軸から腕先までの距離が短くなるため、かわりに回転が速くなることによって、角運動量が一定に保たれる。
回転する「こま」は、回転軸にそって、（上から見て）時計回りなら下向きの、反時計回りなら上向きの角運動量を持っている。独楽の回転軸（それは重心を貫いている）が鉛直方向に平行であれば、独楽にかかる重力と、床から独楽が受ける垂直抗力が共に1本の直線上（回転軸上）にあるため、独楽に働く外力によるトルクは0である。従って、この場合独楽の角運動量は一定であり、独楽は軸周りの回転だけを続ける。ところが、独楽が傾くと独楽にかかる重力と、床から独楽が受ける垂直抗力は、1本の直線上には乗らず、従って、これらの力がトルクを生じさせる。このトルクが独楽の角運動量を変化させる。その結果、独楽は本来の回転軸のまわりの回転に加えて、それとは別の軸（独楽と床が接する点を通る鉛直線）のまわりでも回転をする。それが独楽の「みそすり運動」すなわち歳差運動である。

## 角運動量保存の法則の証明 （1つの質点の場合）
1つの質点の角運動量 {\displaystyle {\boldsymbol {L}}={\boldsymbol {r}}\times {\boldsymbol {p}}} の時間変化（時間微分）は以下の式のようになる。
{\displaystyle {\frac {d{\boldsymbol {L}}}{dt}}={\frac {d{\boldsymbol {r}}}{dt}}\times {\boldsymbol {p}}+{\boldsymbol {r}}\times {\frac {d{\boldsymbol {p}}}{dt}}.}
ここで、{\displaystyle {\boldsymbol {r}}} は質点の位置ベクトル、{\displaystyle {\boldsymbol {p}}} は運動量、{\displaystyle t} は時間である。右辺第一項は、
{\displaystyle {\frac {d{\boldsymbol {r}}}{dt}}\times {\boldsymbol {p}}={\boldsymbol {v}}\times m{\boldsymbol {v}}=m{\boldsymbol {v}}\times {\boldsymbol {v}}={\boldsymbol {0}}.}
すなわち、速度 {\displaystyle {\boldsymbol {v}}} どうしの外積なので {\displaystyle {\boldsymbol {0}}} となる。よって、{\displaystyle d{\boldsymbol {L}}/dt} は次のようになる。
{\displaystyle {\frac {d{\boldsymbol {L}}}{dt}}={\boldsymbol {r}}\times {\frac {d{\boldsymbol {p}}}{dt}}={\boldsymbol {r}}\times {\boldsymbol {F}}.}
ここで、{\displaystyle {\boldsymbol {r}}\times {\boldsymbol {F}}} は、外力 {\displaystyle {\boldsymbol {F}}} によるトルク (力のモーメント)である。また、運動方程式 {\displaystyle d{\boldsymbol {p}}/dt={\boldsymbol {F}}} を使った。この式の意味するところは、角運動量の時間変化は外力によるモーメントに等しいということである。これにより、以下のことが分かる。
- もし外力がなければ、すなわち {\displaystyle {\boldsymbol {F}}={\boldsymbol {0}}} ならば、当然 {\displaystyle {\boldsymbol {r}}\times {\boldsymbol {F}}={\boldsymbol {0}}} であり、角運動量は保存される。
- 外力が {\displaystyle {\boldsymbol {r}}} と平行の場合、{\displaystyle {\boldsymbol {r}}\times {\boldsymbol {F}}={\boldsymbol {0}},} すなわちトルクが 0 となって、角運動量は {\displaystyle {\boldsymbol {L}}={\mbox{const.}}}（一定）となり、保存される。

よって、質点に外力がまったく働かないか、あるいは外力が位置ベクトルに平行(トルクが 0)であるならば、その質点の角運動量は保存される。
次に角運動量保存の証明を質点円回転運動を一つの事例として行う。
まず、質点の質量をm、速度をv、回転半径をrとすると、質点mへの遠心力はmv2/rとなる。半径rがΔr変化した際に質点mの速度vがΔv変化したとすると、エネルギー保存則より
{\displaystyle {\begin{aligned}{\frac {mv^{2}}{r}}\times \Delta r+{\frac {1}{2}}m(v+\Delta v)^{2}&={\frac {1}{2}}mv^{2}\\\Leftrightarrow {\frac {mv^{2}}{r}}\times \Delta r+mv\Delta v+{\frac {1}{2}}m(\Delta v)^{2}&=0\end{aligned}}}
{\displaystyle (\Delta v)^{2}\approx 0}として左辺第3項を無視すると、
{\displaystyle {\frac {\Delta r}{r}}=-{\frac {\Delta v}{v}}}
となる。Δ項を無限小化して両辺を積分すると、
{\displaystyle {\begin{aligned}\int {\frac {dr}{r}}&=-\int {\frac {dv}{v}}\\\ln r&=-\ln v+C\\rv&=C'\end{aligned}}}
以上より、mvrが一定になり、角運動量保存がエネルギー保存則から導かれる。
尚、ここまでは質点mの円回転について考察したが、半径rをベクトルr、速度vをベクトルvとすれば、楕円回転に対してもr×v = rv⊥（但しv⊥はvのrに対する垂直成分）となる為、本来のベクトル定義の角運動量r×mvについても保存されると言える。

## 角運動量保存の法則の証明 （質点系, つまり複数の質点の場合）
n 個の質点を考える。i 番目の質点を「質点i」と呼ぶ。質点 i に関する量を添字 i で表す。前項より、質点 i の角運動量について以下が成り立つ:
{\displaystyle {\frac {d{\boldsymbol {L}}_{i}}{dt}}={\boldsymbol {r_{i}}}\times {\boldsymbol {F_{i}}}}
質点iに働く力{\displaystyle {\boldsymbol {F_{i}}}}は, 以下のように表される:
{\displaystyle {\boldsymbol {F_{i}}}=\sum _{j}{\boldsymbol {F_{ij}}}+{\boldsymbol {F_{i}^{e}}}.}
ここで、{\displaystyle {\boldsymbol {F_{ij}}}} は質点 j が質点 i に及ぼす力(内力)であり、{\displaystyle {\boldsymbol {F_{i}^{e}}}} は質点 i におよぶ外力である。これを上式に代入し、i について総和をとれば、
{\displaystyle \sum _{i}{\frac {d{\boldsymbol {L}}_{i}}{dt}}=\sum _{i}{\boldsymbol {r_{i}}}\times (\sum _{j}{\boldsymbol {F_{ij}}}+{\boldsymbol {F_{i}^{e}}})=\sum _{i}\sum _{j}{\boldsymbol {r_{i}}}\times {\boldsymbol {F_{ij}}}+\sum _{i}{\boldsymbol {r_{i}}}\times {\boldsymbol {F_{i}^{e}}}}
となる。右辺第一項は、作用反作用の法則({\displaystyle {\boldsymbol {F_{ij}}}=-{\boldsymbol {F_{ji}}}})より、次式のようになる:
{\displaystyle \sum _{i}\sum _{j}{\boldsymbol {r_{i}}}\times {\boldsymbol {F_{ij}}}=\sum _{i<j}{({\boldsymbol {r_{i}}}-{\boldsymbol {r_{j}}})}\times {\boldsymbol {F_{ij}}}.}
ここで, もし内力が中心力ならば（すなわち, 質点同士が互いに及ぼす力が, 両者を結ぶ直線上にあるならば）, {\displaystyle {\boldsymbol {r_{i}}}-{\boldsymbol {r_{j}}}} と {\displaystyle {\boldsymbol {F_{ij}}}} は互いに平行であるので, (外積の性質より)この式の {\displaystyle \sum } の中は {\displaystyle {\boldsymbol {0}}} になる。つまりこの式は {\displaystyle {\boldsymbol {0}}} になる。従って, 
{\displaystyle {\frac {d}{dt}}\sum _{i}{\boldsymbol {L}}_{i}=\sum _{i}{\boldsymbol {r_{i}}}\times {\boldsymbol {F_{i}^{e}}}}
となる。すなわち, 質点系の全角運動量の時間変化(左辺)は, 質点系に外力が及ぼす全トルク(右辺)に等しい。

## ケプラーの法則との関係
ケプラーの法則の第二法則「面積速度一定の法則」は、「角運動量保存の法則」に他ならない。なぜなら、面積速度は
{\displaystyle S=\left|{\frac {1}{2}}{\boldsymbol {r}}\times {\boldsymbol {v}}\right|}
と表すことができるが、これを {\displaystyle 2m} 倍すると角運動量の大きさ {\displaystyle |m{\boldsymbol {r}}\times {\boldsymbol {v}}|} に等しくなるからだ。ここで、{\displaystyle {\boldsymbol {r}}} は太陽に対する惑星の位置、{\displaystyle {\boldsymbol {v}}} は惑星の速度、{\displaystyle m} は惑星の質量である。
この法則は天体の間の引力が中心力であることをあらわしている。

## 角運動量保存則と空間
一般に物理量の保存則は我々の住む時空の対称性の現れであり、角運動量保存則は空間の回転対称性の現れである。空間については運動量保存則から並進対称性を持つことと併せて、自由な移動に対して対称であって、場所や方向によって物理法則が変わることはない。ただし、弱い相互作用におけるパリティ対称性の破れから、空間が鏡像対称性を持たないこと、すなわち空間には本質的に左右の区別があることが解っている。